# フォルセティ

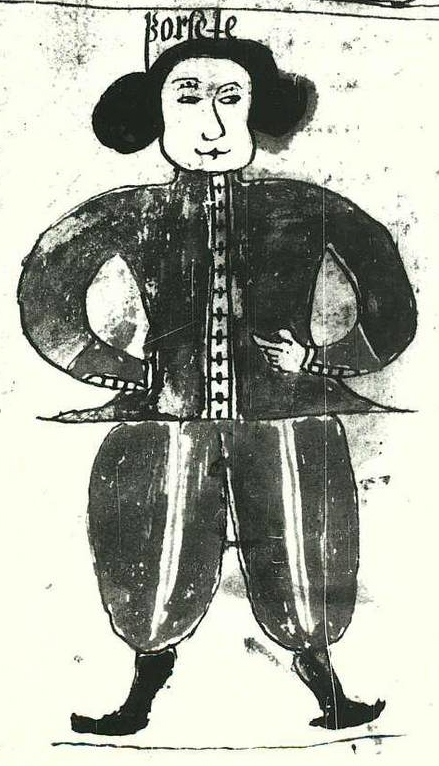
17世紀の写本『AM 738 4to』に描かれたフォルセティ。

フォルセティ（古ノルド語: Forseti）は北欧神話における司法神。アース神族で、バルドルとナンナの息子。正義、平和、真実を司る。
グリトニル（古ノルド語: Glitnir、ドイツ語: Glastheim ；「輝くもの」という意味を持つ）と呼ばれる彼の宮殿は、黄金の柱と銀の屋根でできており、その輝きは遠く離れた所からでも見えたという。
さらに『ギュルヴィたぶらかし』には、もめ事を持ってきた者がこの場所で全員和解して帰って行くことから、グリトニルが神々や人間にとって一番良い法廷であると書かれている。
フォルセティはアースガルズ中で最も賢明かつ雄弁な神であると考えられている。父バルドル同様、平和を愛する優しい神であったので、彼の裁きを受けた者は、彼の判決に従う限り、安全に生きることができた。
フォルセティは大変尊崇されていたため、非常に厳粛な誓いを立てる際には、彼の名前を以て誓うこととされていた。